# Avenue Jean-Jaurès (Bobigny)
Pour les articles homonymes, voir Avenue Jean-Jaurès.
L'avenue Jean-Jaurès, est l'une des artères principales de Bobigny. Elle suit le tracé de la Route Départementale 27.

## Situation et accès

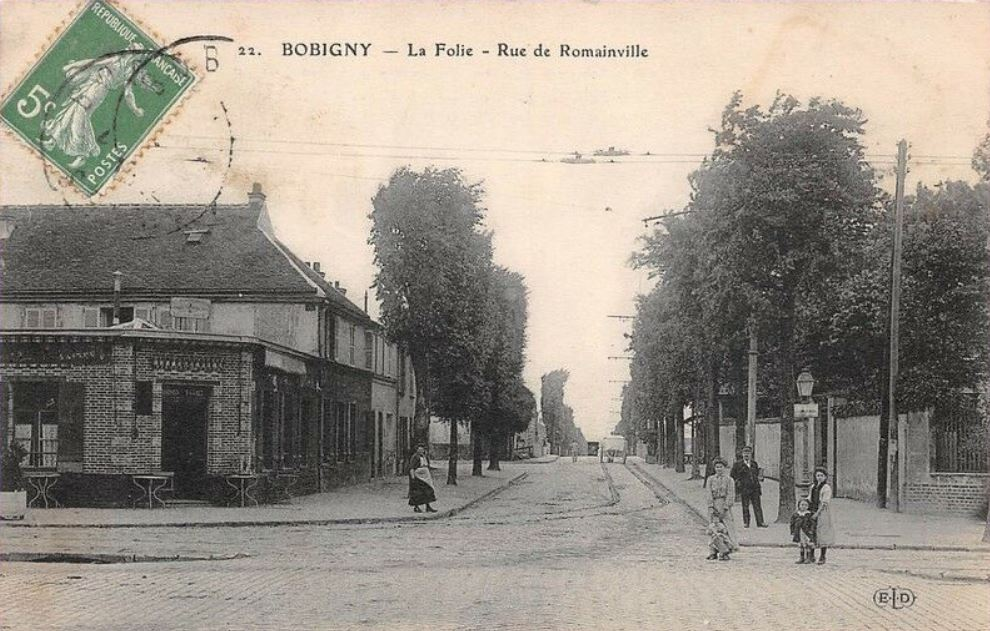
Rue de Romainville et La Folie.

L'extremité nord de cette avenue se trouve au carrefour des Six-Routes, aujourd'hui appelé place de l'Escadrille-Normandie-Niémen. Elle croise notamment la rue de la Ferme puis traverse la place de la Libération, passe sous la ligne de Bobigny à Sucy - Bonneuil et longe le stade Henri-Wallon.
Elle arrive ensuite au carrefour Général-de-Gaulle où se rencontrent l'avenue du Président-Salvador-Allende, la rue d'Alsace et la rue Pasteur. De là, elle continue dans la même direction, passe au-dessus le la ligne 5 du métro de Paris qui mène à l'atelier de maintenance de la RATP, et franchit le canal de l'Ourcq par le pont de la Folie pour se terminer au carrefour de la Folie.

## Origine du nom

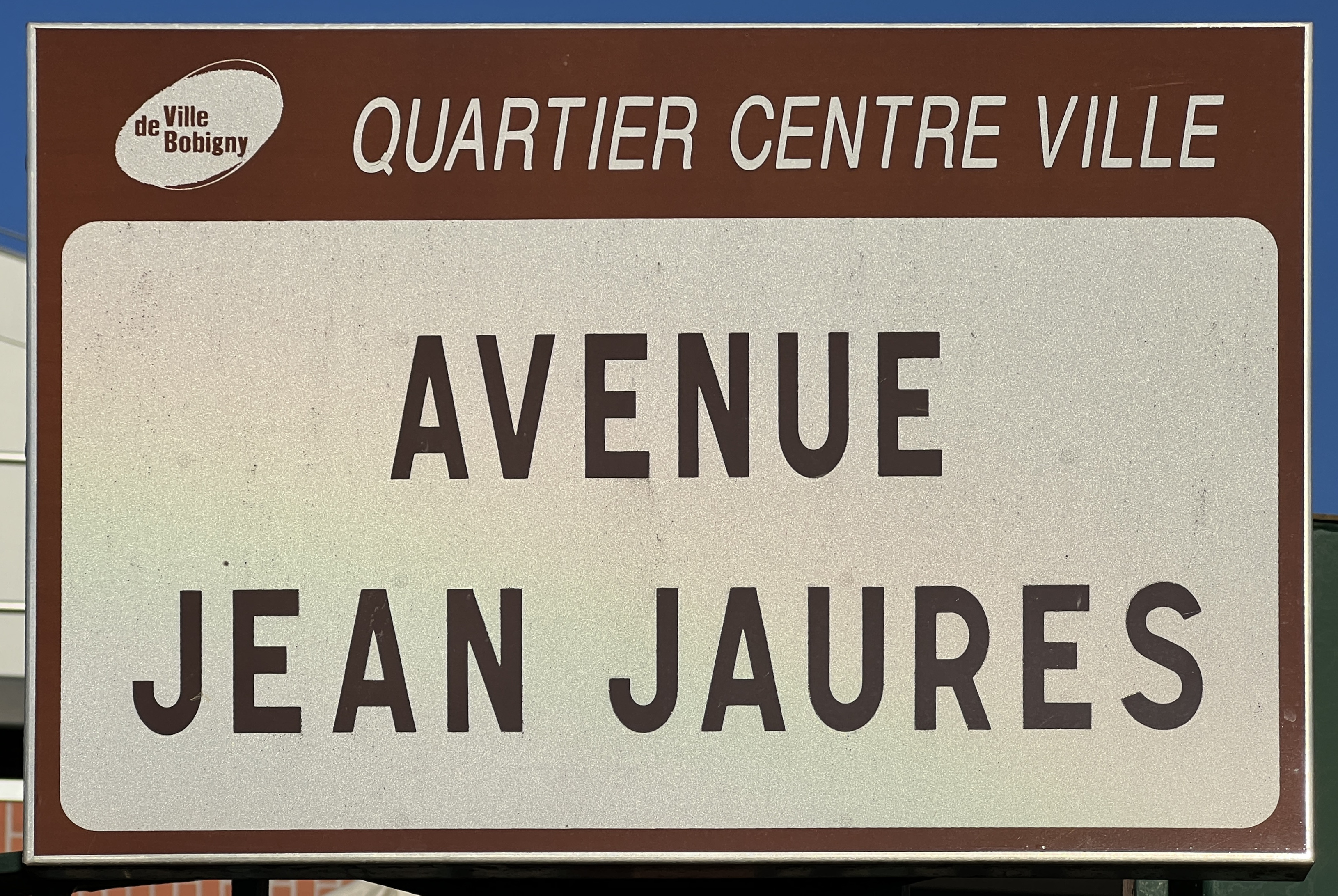
Plaque de l'avenue.

Cette avenue rend hommage à Jean Jaurès, homme politique français.

## Historique

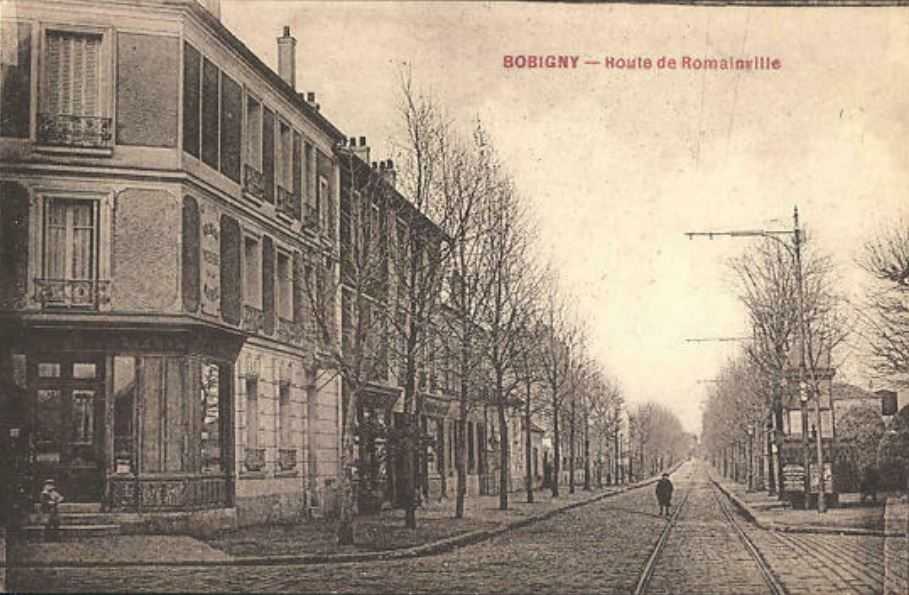
Bobigny, route de Romainville.

Cette voie de communication s'est tout d'abord appelée « chemin de la Justice ».
Elle a ensuite pris le nom de « rue de Romainville » avant de recevoir sa dénomination actuelle.
En 1902, fut créée la ligne de tramway no 99, première ligne de la ville, qui parcourait l'avenue Jean-Jaurès sur toute sa longueur, de son terminus au carrefour des Six-Routes jusqu'au carrefour de la Folie où elle rejoignait par un embranchement la ligne Opéra – Pantin (95A et 21B),.
Le 30 janvier 1918, durant la Première Guerre mondiale, une bombe lancée d'un avion allemand explose avenue Jean-Jaurès.

## Bâtiments remarquables et lieux de mémoire
- Stade de l'ASPTT Grand Paris[6].
- Stade Marcel Cerdan.
- Bourse départementale du travail de la Seine-Saint-Denis.
- Cité Karl-Marx, construite dans les années 1970[7].
- Office du Tourisme de Bobigny[8].
- Emplacement de l'ancien moulin de Bobigny, dit moulin de la Folie ou moulin de la Tour: tour seigneuriale située sur une éminence près des fourches patibulaires, transformée par Adrien-Louis Liégeois vers 1640[9], démolie vers 1970 lors de la rénovation de la ville[10].

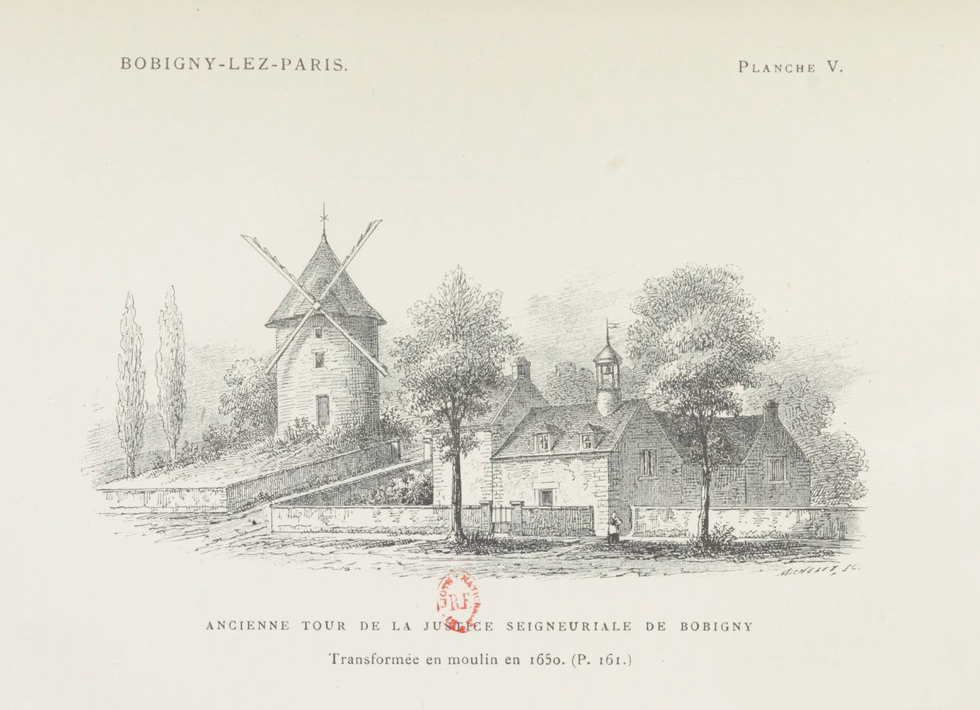
Ancienne tour de la justice seigneuriale, transformée en moulin à vent vers 1650.
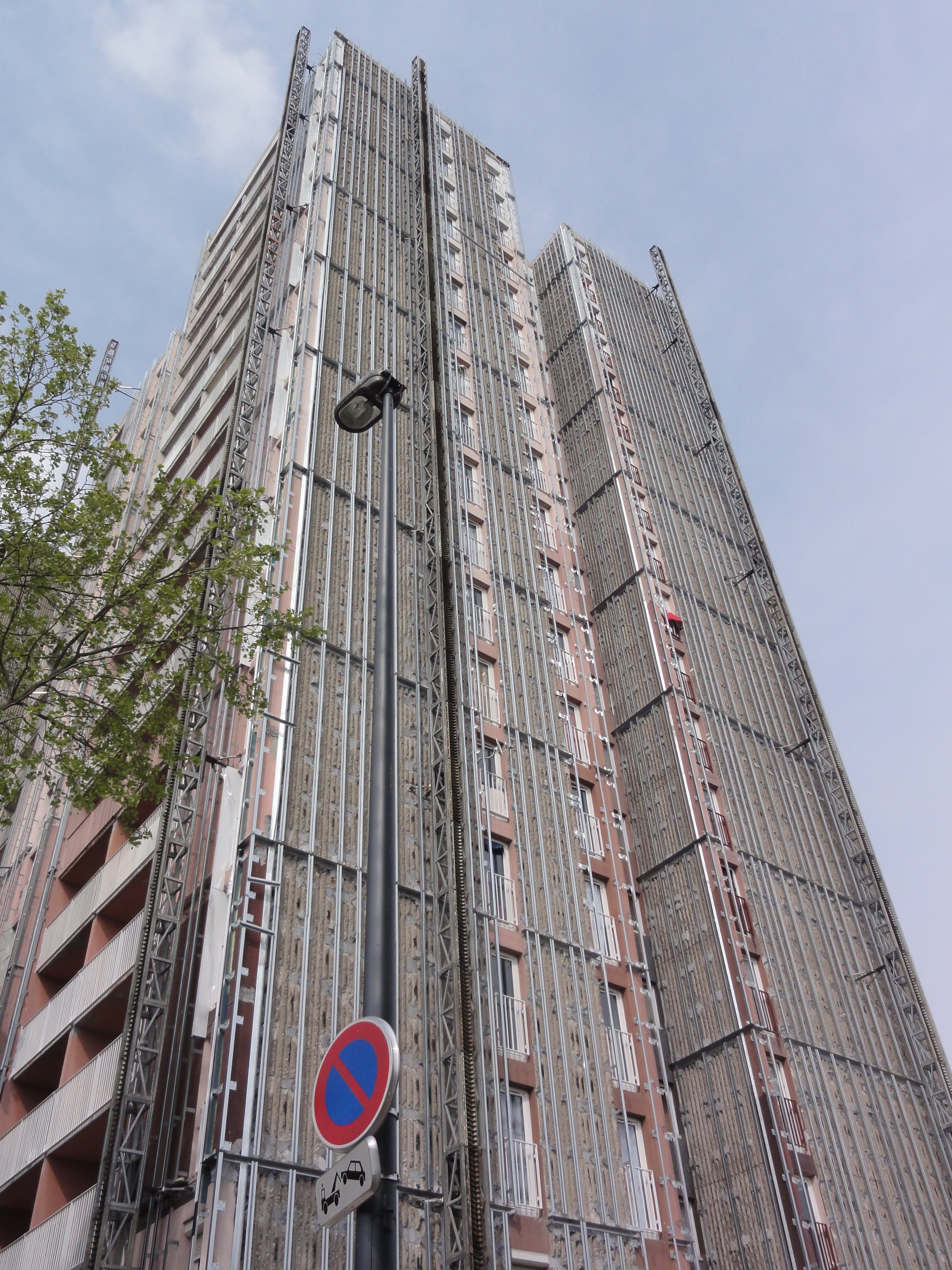
Rénovation de la cité Karl-Marx en 2014.
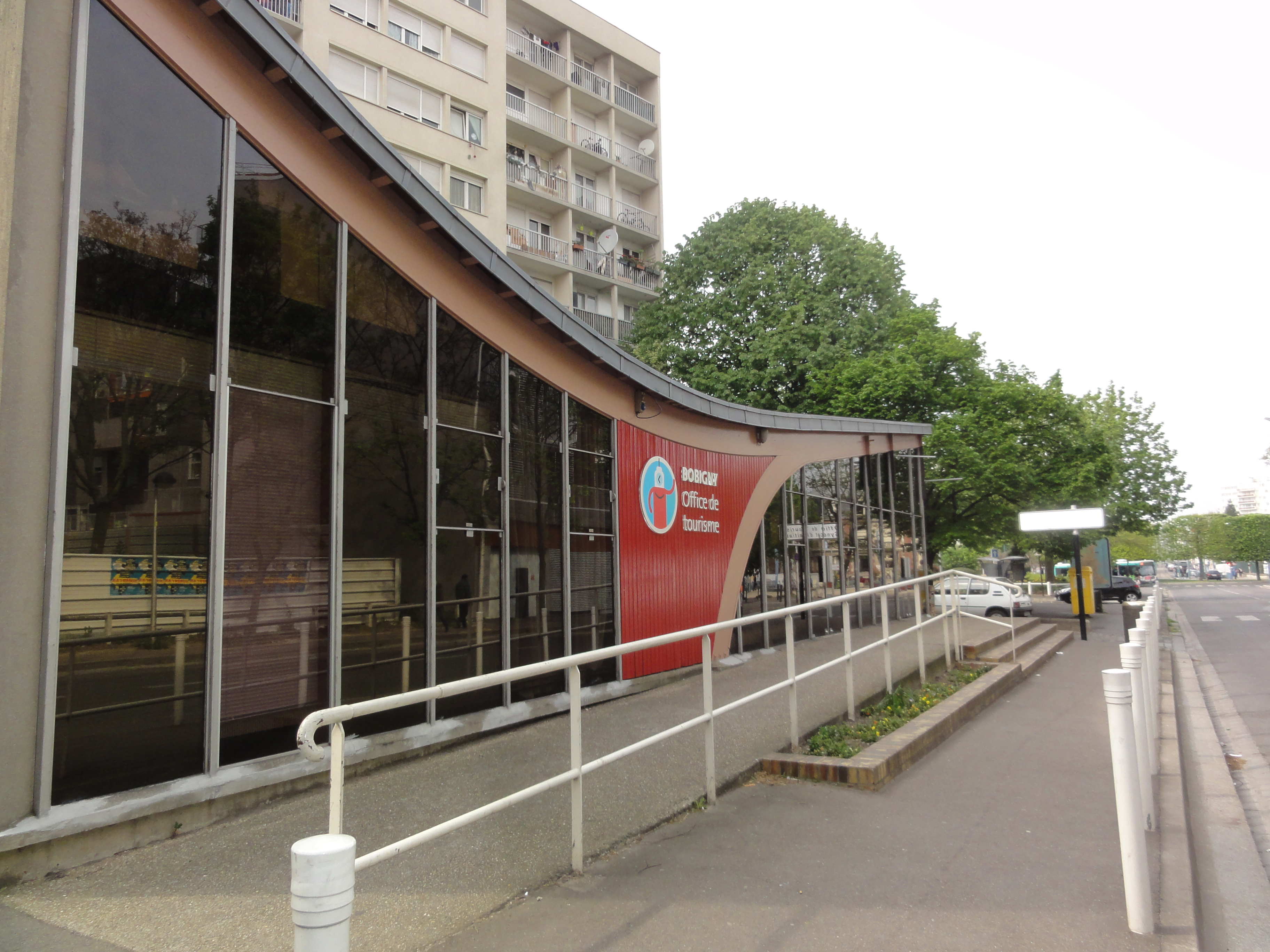
Office de Tourisme de Bobigny.
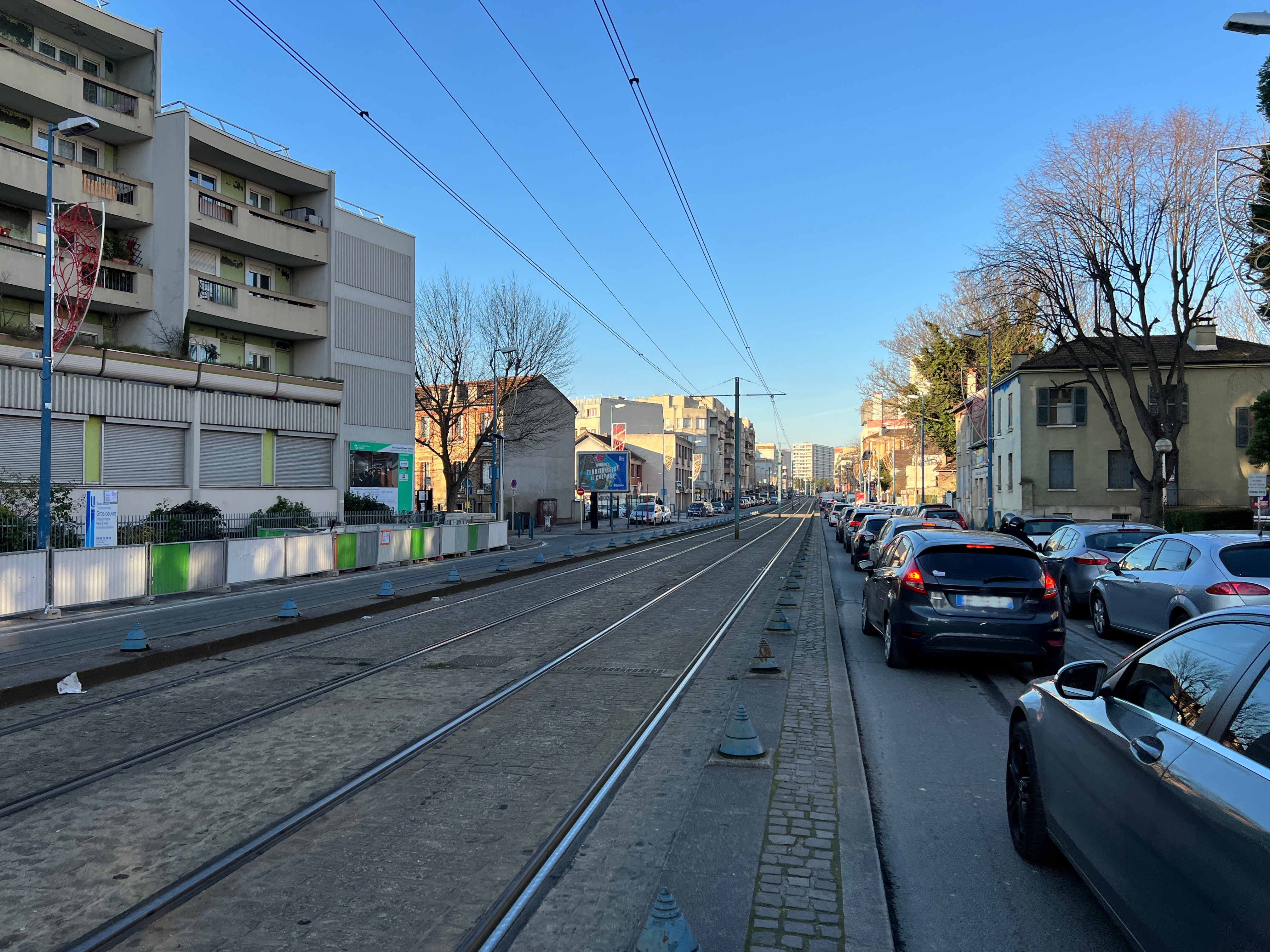
L'avenue en décembre 2021.